# 379 Гуенна
379 Гуенна (379 Huenna) — астероїд головного поясу, відкритий 8 січня 1894 року Огюстом Шарлуа у Ніцці.
Тіссеранів параметр щодо Юпітера — 3,184.